# Impact Is Imminent
Impact Is Imminent ist das vierte Studioalbum der US-amerikanischen Thrash-Metal-Band Exodus. Es erschien im Juni 1990 bei Capitol Records. Es ist das letzte Album mit Bassist Rob McKillop sowie das erste mit Schlagzeuger John Tempesta und enthält die Singleauskopplungen Objection Overruled und The Lunatic Parade.

## Entstehung
Als der Vertrag mit Combat Records mit Fabulous Disaster erfüllt war, erschien Impact Is Imminent erstmals auf Capitol. Eingespielt wurde das Album in den Studios Music Grinder und Record Two Mendocino. Produziert von The H-Team, wurde das Album von Marc Senesac abgemischt, der bereits bei den vorherigen Alben für die Band arbeitete.
Das Cover zeigt die Band lachend in einem offenen Wagen auf einem Highway.

## Rezeption
Eduardo Rivadavia von Allmusic beschrieb Impact Is Imminent als „totalen Stinker“. Er kritisierte Steve Souzas Texte. Auch habe Tom Huntings Abgang eine große Lücke hinterlassen. Nur Only Death Decides und Within the Walls of Chaos seien zwei der „wenigen hellen Punkte“. Er gab 1,5 von fünf Sternen. Impact Is Imminent erreichte Platz 137 in den US-amerikanischen Albumcharts. Tom Lubowski konstatierte rückblickend im Metal Hammer: „Wenig Exodus-Erzeugnisse wurden so gespalten aufgenommen wie Impact Is Imminent.“ Dafür bleibe die Band aber auf dem Album ihrer „Linie treu und gibt ab dem Beginn des eröffnenden Titel-Tracks Vollgas.“

## Titelliste
1. Intro (0:37) (Steve Souza, Gary Holt, Rick Hunolt, Rob McKillop, John Tempesta)
2. Impact Is Imminent (3:42) (Souza, Holt, Hunolt, McKillop, Tempesta)
3. A.W.O.L. (5:43) (Souza, Holt, Hunolt, McKillop, Tempesta)
4. The Lunatic Parade (4:13) (Souza, Holt, Hunolt, McKillop, Tempesta)
5. Within the Walls of Chaos (7:43) (Souza, Holt, Hunolt, McKillop, Tempesta)
6. Objection Overruled (4:36) (Souza, Holt, Hunolt, McKillop, Tempesta)
7. Only Death Decides (6:05) (Souza, Holt, Hunolt, McKillop, Tempesta)
8. Heads They Win (Tails You Lose) (7:41) (Souza, Holt, Hunolt, McKillop, Tempesta)
9. Changing of the Guard (6:48) (Souza, Holt, Hunolt, McKillop, Tempesta)
10. Thrash Under Pressure (2:39) (Souza, Holt, Hunolt, McKillop, Tempesta)

### Wissenswertes
- Bei CD-Veröffentlichungen wurden die Songs „Intro“ und „Impact Is Imminent“ bisher immer zu einem Track zusammengefügt.
- Die Single von „Objection Overruled“ enthält die B-Seite „Free for All“, ein Ted-Nugent-Cover.
- Die Promo-Single von „The Lunatic Parade“ enthält die B-Seite „Good Morning“, ein Blackfoot-Cover.